# Dévora Kestel
Dévora Kestel es una psicóloga argentina, reconocida por su colaboración con la Organización Mundial de la Salud en políticas de salud mental. Durante más de dos décadas ha implementado programas y brindado asesoría a los gobiernos sobre políticas nacionales relacionadas con el sistema de salud mental en Europa, el Caribe y América Latina.

## Biografía

### Formación académica
Dévora obtuvo una Maestría en Psicología en la Universidad Nacional de La Plata en su país natal. Obtuvo además una Maestría en Salud Pública en la Escuela de Higiene y Medicina Tropical de Londres. Al finalizar sus estudios, hizo un trabajo de campo durante diez años en Trieste, Italia, supervisando y desarrollando servicios de salud mental en la comunidad.

### Carrera
En el año 2000 se vinculó a la OMS como oficial de salud mental. Realizó campañas de salud mental en países de Europa como Albania y la República de Kosovo. En 2007 se vinculó a la Organización Panamericana de la Salud como asesora de salud mental para los países del Caribe de habla inglesa, con sede en Barbados. En 2015 fue nombrada Jefa de la Unidad de Salud Mental y Consumo de Sustancias, representando a la OMS y a la OPS.
En una entrevista con el diario digital argentino Infobae, Kestel se refirió a la problemática en salud mental de la siguiente manera: 

"Por décadas, se pensó que los pacientes eran locos que había que encerrar en los manicomios... Sin embargo, se debería pensar que los problemas de salud mental pueden afectar a todos. Desde la niñez, se debería hablar más sobre estos temas para que cada uno pueda acudir a tiempo a la asistencia médica y no discriminar a los pacientes. El mundo necesita más tolerancia a la diversidad".